# Pediana horni
Pediana horni là một loài nhện trong họ Sparassidae.
Loài này thuộc chi Pediana. Pediana horni được Henry Roughton Hogg miêu tả năm 1896.